# جوستين بيل
جوستين بيل (بالإنجليزية: Justin Guarini)‏ (و. 1978 – م) هو مغني، وممثل، وعازف جاز، وعازف بيانو، وممثل مسرحي، من الولايات المتحدة الأمريكية، ولد في كولومبوس.

## التعليم
تعلم في جامعة الفنون.

## وصلات خارجية
- جوستين بيل على موقع IMDb (الإنجليزية)
- جوستين بيل على موقع ألو سيني (الفرنسية)
- جوستين بيل على موقع ميوزك برينز (الإنجليزية)
- جوستين بيل على موقع أول موفي (الإنجليزية)
- جوستين بيل على موقع قاعدة بيانات برودواي على الإنترنت (الإنجليزية)
- جوستين بيل على موقع إن إن دي بي (الإنجليزية)
- جوستين بيل على موقع أول ميوزيك (الإنجليزية)
- جوستين بيل على موقع قاعدة بيانات الفيلم (الإنجليزية)
- جوستين بيل على موقع كينوبويسك (الروسية)